# Liste der Naturdenkmale in Ballendorf
| Naturdenkmale | Anzahl |
| ------------- | ------ |
| FND           | 7      |
| END           | 3      |
| Gesamt        | 10     |

Die Liste der Naturdenkmale in Ballendorf nennt die verordneten Naturdenkmale (ND) der im baden-württembergischen Alb-Donau-Kreis liegenden Gemeinde Ballendorf. In Ballendorf gibt es insgesamt zehn als Naturdenkmal geschützte Objekte, davon sieben flächenhafte Naturdenkmale (FND) und drei Einzelgebilde-Naturdenkmale (END).
Stand: 31. Oktober 2016.

## Flächenhafte Naturdenkmale (FND)
| Name                                       | Bild | Kennung     | Einzelheiten | Position | Fläche Hektar | Datum        |
| ------------------------------------------ | ---- | ----------- | ------------ | -------- | ------------- | ------------ |
| aufgelassener Steinbruch                   | BW   | 84250130010 | Ballendorf   | ⊙        | 0,3           | 8. März 1995 |
| Doline                                     | BW   | 84250130007 | Ballendorf   | ⊙        | 0,1           | 8. März 1995 |
| Doline                                     | BW   | 84250130009 | Ballendorf   | ⊙        | 0,1           | 8. März 1995 |
| Ehemalige Sandgrube                        | BW   | 84250130004 | Ballendorf   | ⊙        | 0,1           | 8. März 1995 |
| Erdfälle mit periodizierendem Wassergraben | BW   | 84250130008 | Ballendorf   | ⊙        | 0,3           | 8. März 1995 |
| Waldhüle „Kühlache“                        | BW   | 84250130003 | Ballendorf   | ⊙        | 0,0           | 8. März 1995 |
| Waldhüle                                   | BW   | 84250130006 | Ballendorf   | ⊙        | 0,2           | 8. März 1995 |
| Legende für Naturdenkmal                   |      |             |              |          |               |              |

## Einzelgebilde (END)
| Name                     | Bild | Kennung     | Einzelheiten | Position | Fläche Hektar | Datum        |
| ------------------------ | ---- | ----------- | ------------ | -------- | ------------- | ------------ |
| Lindenreihe (9 Linden)   | BW   | 84250130002 | Ballendorf   | ⊙        | 0,0           | 8. März 1995 |
| 1 Friedenslinde          | BW   | 84250130001 | Ballendorf   | ⊙        | 0,0           | 8. März 1995 |
| 2 Winterlinden           | BW   | 84250130005 | Ballendorf   | ⊙        | 0,0           | 8. März 1995 |
| Legende für Naturdenkmal |      |             |              |          |               |              |